# Midjourney

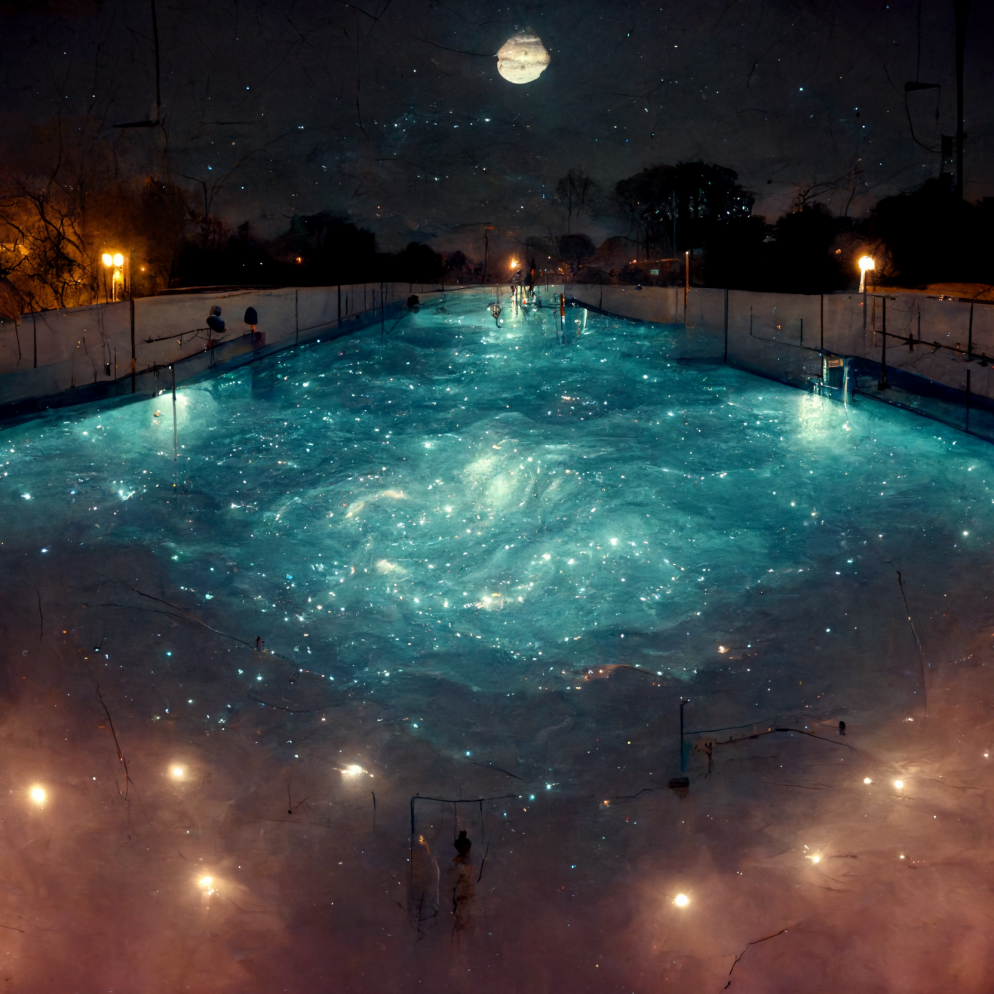
Immagine creata da Midjourney a partire dalla descrizione "piscina riempita con una galassia al chiaro di luna"

Midjourney è un laboratorio di ricerca e il nome del programma di intelligenza artificiale del laboratorio che crea immagini da descrizioni testuali, un sistema "text-to-image" analogo a DALL-E e a quelli presentati da Stable Diffusion.

## Descrizione
Lo strumento è attualmente in versione beta aperta. Il programma è stato utilizzato dalla rivista britannica The Economist per creare la copertina di un numero di giugno 2022. In Italia, il Corriere della Sera ha pubblicato un fumetto realizzato con Midjourney dallo scrittore Vanni Santoni nell'agosto 2022. Durante la realizzazione della storia illustrata "Il destino dell'errante" è emerso come l'intelligenza artificiale "text to image" riesca a ricreare bene uno stile specifico ma abbia maggiori difficoltà nel creare relazioni, consequenzialità ed interazioni tra gli oggetti raffigurati, il che implica un approccio differente nel suo utilizzo come "disegnatrice". Sempre in Italia, la rivista trimestrale Wired ha utilizzato Midjourney per la copertina del numero uscito nell’autunno del 2022. Il progetto riguardante il futuro della democrazia mostrava il risultato delle prime sperimentazioni di programmi di I.A. che poi sarebbero state portate avanti dal giornale in modo costante.
Nel 2023, un'immagine di Midjourney si diffuse in tutto il mondo su Internet, mostrando Papa Francesco indossare una giacca Balenciaga. La maggior parte delle persone credeva che l'immagine fosse una foto autentica e rimase sorpresa dalla sua eleganza. Successivamente, il creatore dell'immagine concesse un'intervista al portale Buzzfeed, spiegando di aver creato l'immagine utilizzando Midjourney.
Il team di Midjourney è guidato da David Holz, che ha co-fondato Leap Motion.